# Ramphastos toco
El tucán toco (Ramphastos toco) es una especie de ave piciforme de la familia Ramphastidae, siendo su representante de mayor tamaño y uno de los más conocidos. Su hábitat natural es América del Sur y es una especie que se encuentra habitualmente en los zoológicos de todo el mundo.

## Descripción
Tiene un plumaje muy llamativo con el cuerpo muy negro, garganta  blanca y un anillo ocular  azul. La característica más destacable es, como siempre, su enorme pico amarillo con una mancha negra, el cual pese a parecer pesado es increíblemente ligero dado que su interior es prácticamente hueco. Suelen tener una longitud media de 63 centímetros, de los cuales el pico ocupa unos 20 cm y alcanzan un peso superior a 500 gramos. Tienen dos dedos hacia delante y dos hacia atrás, de forma que se pueden agarrar mejor a las ramas. No existe dimorfismo sexual entre machos y hembras.
Su enorme pico tiene la función de regular la temperatura del cuerpo del ave; el pico absorbe el calor mientras el cuerpo permanece a temperatura estable.
La esperanza de vida del tucán toco es de entre 10 y 15 años.

## Hábitat
Esta especie se localiza en los bosques húmedos del este de Sudamérica:  las Guayanas, Bolivia,  Perú, Paraguay, Brasil (ecorregión del Cerrado), el noreste de Argentina y noreste de Uruguay. A diferencia de otras especies, prefieren los espacios algo más abiertos, como sabanas y zonas poco arboladas, a la selva densa.
El Ramphastos toco fue declarado monumento natural de la provincia de Misiones en Argentina, mediante la ley n.º 4083 sancionada el 30 de julio de 2004.

## Alimentación

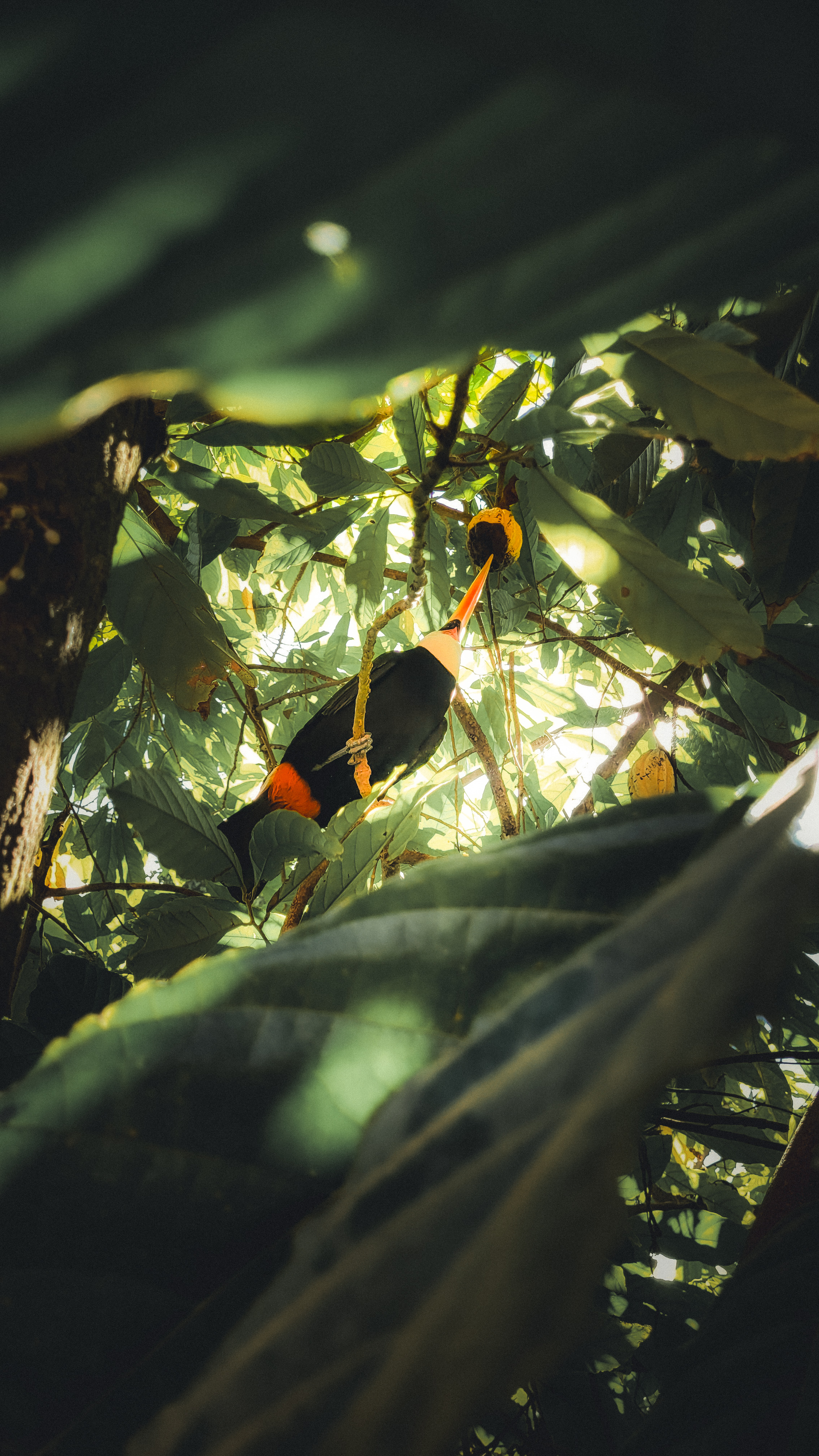
Tucán toco (Ramphastos toco) alimentándose en el Parque Nacional Madidi, Bolivia.

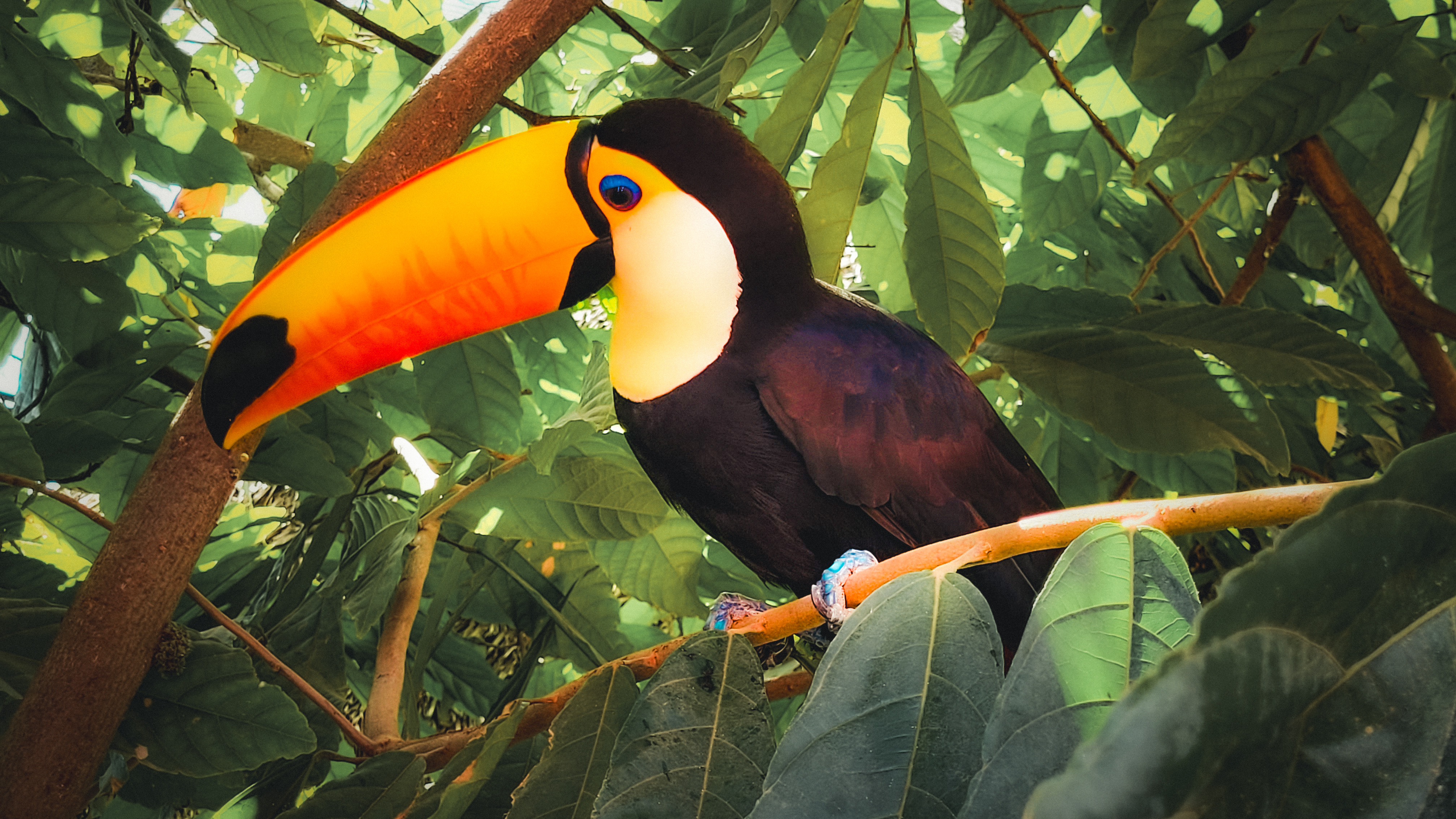
Tucán toco (Ramphastos toco) observado en el Parque Nacional Madidi, Bolivia.

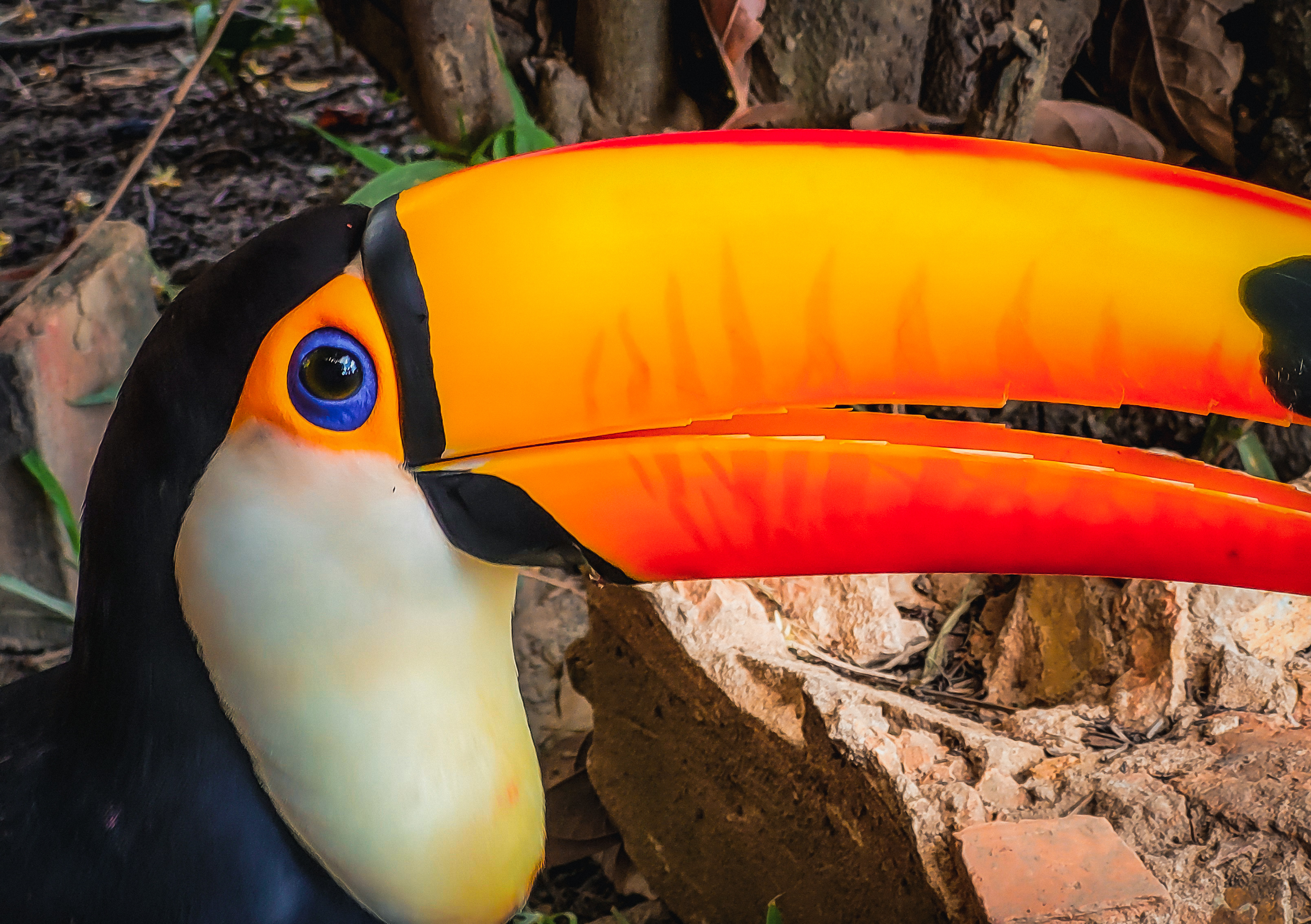
Tucán toco (Ramphastos toco) Detalle del pico.

El tucán toco se alimenta principalmente de fruta, pero ocasionalmente también come insectos, reptiles y huevos de otras aves, y verduras como zanahoria y pepino.

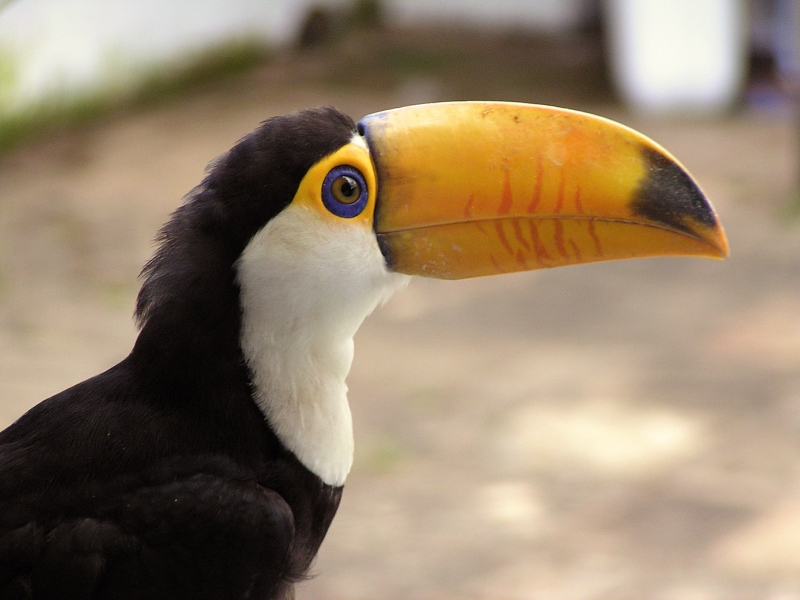
Un juvenil de tucán toco.

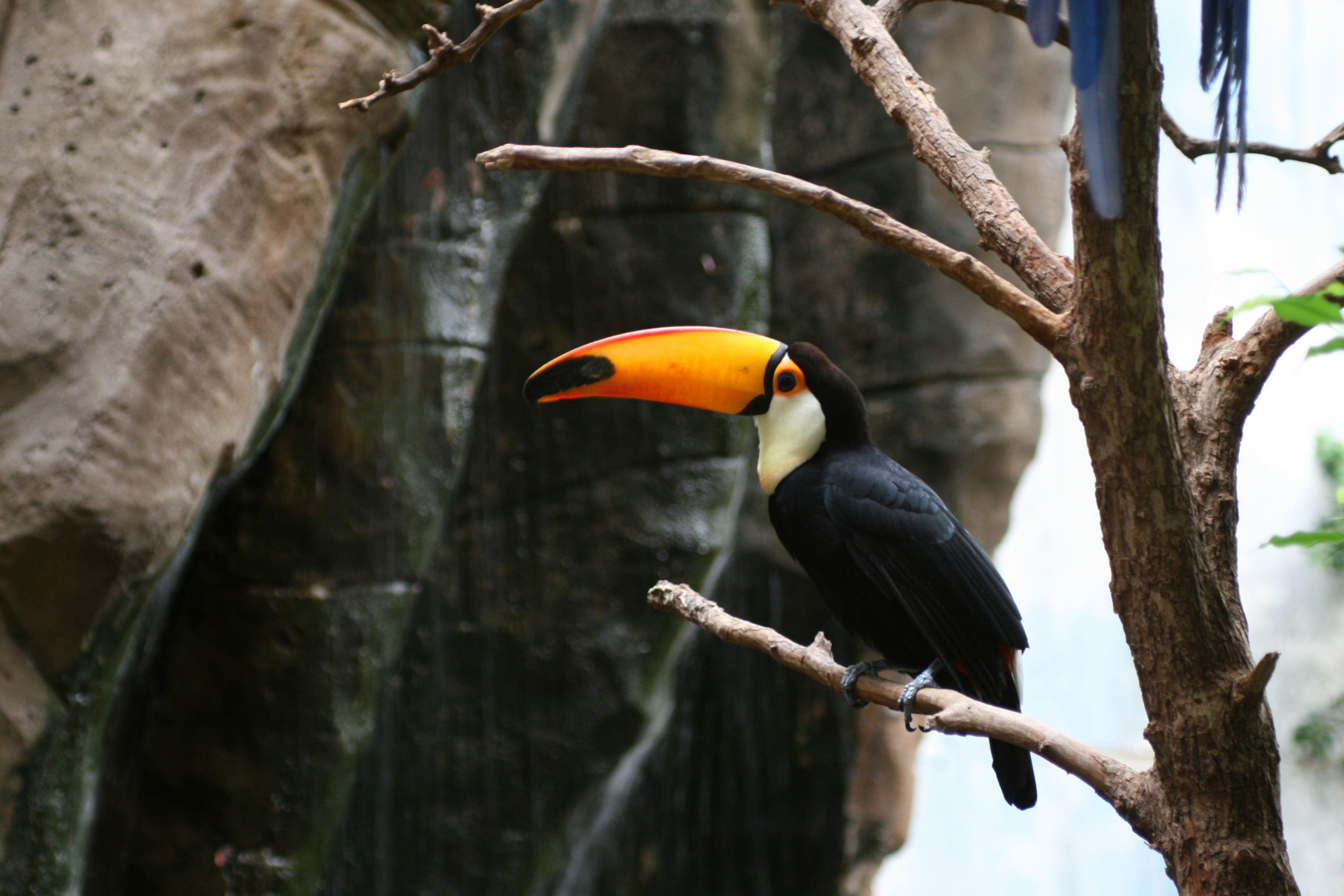
Tucán Toco en Faunia, Madrid.

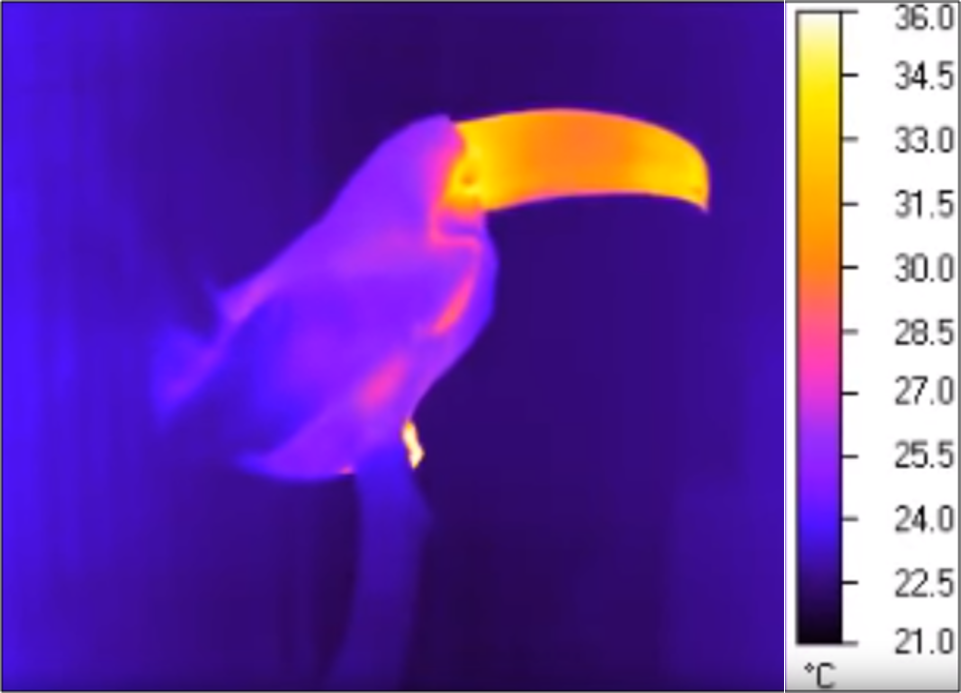
A medida que el tucán se duerme, disminuye la temperatura de su cuerpo al irradiar calor desde su enorme pico, como se muestra en esta imagen de termografía infrarroja. Estudio de la Universidad Brock de Ontario.

## Reproducción
La época de cría del tucán toco varía según la región, aunque su ciclo de reproducción es anual. Para anidar buscan cavidades en los árboles que frecuentemente suelen usar año tras año. Suelen poner de 2 a 4 huevos que eclosionan a los 16-20 días.
Las crías nacen desnudas y ciegas. Su crecimiento es bastante lento e inicialmente no se asemejan a un tucán adulto, dado que su pico tarda varios meses en desarrollarse completamente. Abren los ojos a las 3 semanas. 